# Pophamkolonie

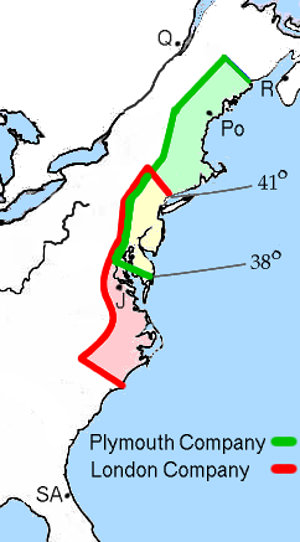
Gebiedsverdeling

De Pophamkolonie was een kortstondige Engelse koloniale nederzetting in Noord-Amerika die in 1607 werd opgericht dicht bij de monding van de Kennebec (vlak bij de huidige stad Phippsburg in de staat Maine). Het was de eerste Engelse kolonie in het gebied dat uiteindelijk New England genoemd zou worden.
Popham was een project van de Plymouth Company, die speciaal was opgericht om delen van Noord-Amerika te koloniseren. Op 31 mei 1607 vertrokken 120 kolonisten onder leiding van George Popham op twee schepen (de Gift of God en de Mary and John) vanuit de haven van Plymouth. Op 13 augustus kwam de Gift of God aan bij de mond van de Kennebec die toen nog de Sagadahocrivier heette. De Mary and John kwam drie later dagen aan.
De kolonie werd gesticht in een gebied met de naam Sabino. De kolonisten begonnen snel met de bouw van een groot fort, St. George genaamd. Ook werden er huizen en een kerk gebouwd. Daarna werd er een expeditie georganiseerd die contact moesten leggen met de plaatselijke bevolking, de Abenaki-stam. Dit mislukte echter. De Abenaki's wilden geen contact hebben met de kolonisten omdat eerdere expedities in de regio een aantal indianen ontvoerd hadden om mee te nemen naar Europa.
Omdat de kolonisten in de zomer waren gearriveerd was het te laat om nog gewassen in te zaaien. De helft van de kolonisten keerde daarom in december terug naar Engeland. De andere helft ging een zware winter tegemoet met nauwelijks eten. De Abenaki's wilden in eerste instantie geen handel drijven en de voorraden liepen snel terug. De bewoners van de kolonie hadden inmiddels een nieuw schip gebouwd, de Virginia, het eerste Engelse schip gebouwd op Amerikaanse grond.
Op 5 februari stierf George Popham. De leiding kwam toen in handen van de 25-jarige Ralegh Gilbert. In de zomer van 1608 kwam er een bevoorradingsschip uit Engeland met het nieuws dat de oudere broer van Ralegh Gilbert was gestorven en dat Ralegh nu de erfgenaam was van de titel en het familielandgoed. Hij vertrok samen met de overgebleven kolonisten op hetzelfde schip terug naar Engeland. Dit was het einde van de Pophamkolonie.